# Папян, Мацак Петросович
Мацак Петросович Папян (арм. Մացակ Պետրոսի Պապյան, 1901, Джалал-оглы, Борчалинский уезд — 1962, Ереван) — советский и армянский государственный деятель, председатель Президиума Верховного Совета Армянской ССР в 1937—1938 годах и 1938—1954 годах.

## Биография
С 1929 — член ВКП(б), в 1935—1936 гг. — директор колхоза им. Сталина в Степанаванском районе, с ноября 1937 по 12 июля 1938 года и повторно с 14 июля 1938 по 2 апреля 1954 года — председатель Президиума Верховного Совета Армянской ССР (в 1938 году на короткое время был заменен на Хачика Акопджаняна).

## Награды
- Два ордена Ленина (7.01.1936, …).
- Орден Отечественной войны 1 степени (24.11.1945).
- Два ордена Трудового Красного Знамени (23.11.1940, 8.02.1944).
- Медаль «За оборону Кавказа».

## Память
Мемориальная доска в Ереване